# Lillassjö
Lillassjö är en liten våtmark, tidigare sjö i Värnamo kommun i Småland och ingår i Lagans huvudavrinningsområde.